# Magdeburger Straßen/T
Nachfolgend werden Bedeutungen und Umstände der Namengebung von Magdeburger Straßen und ihre Geschichte aufgezeigt. Aktuell gültige Straßenbezeichnungen sind in Fettschrift angegeben, nach Umbenennung oder Überbauung nicht mehr gültige Bezeichnungen in Kursivschrift. Soweit möglich werden auch bestehende oder ehemalige Institutionen, Denkmäler, besondere Bauten oder bekannte Bewohner aufgeführt.
Die Liste erhebt zunächst noch keinen Anspruch auf Vollständigkeit.
Tangaweg; Stadtteil Neustädter Feld; PLZ 39128
Heute: Uchtdorfer Weg
Diese Straße war nach der im heutigen Tansania gelegenen ursprünglich zur deutschen Kolonie Deutsch-Ostafrika gehörenden Stadt Tanga benannt.
Tangerhütter Weg; Stadtteil Neustädter Feld; PLZ 39128
Vormals: Woermannstraße
Diese Straße wurde nach der im nördlichen Sachsen-Anhalt gelegenen Stadt Tangerhütte benannt.
Tangermünder Straße; Stadtteil Alte Neustadt; PLZ 39106
Diese kleine Straße führte von der Sandtorstraße nach Südwesten zur heute nicht mehr bestehenden Bötticherstraße. Sie wurde in der Zeit nach dem Zweiten Weltkrieg überbaut. Heute befindet sich in diesem Gebiet in etwa die Experimentelle Fabrik.
Benannt war diese Straße nach der in der Altmark an der Elbe gelegenen Stadt Tangermünde.
Tannenberg; Stadtteil Altstadt; PLZ 39104
Heute: unbenannt
Bei dem Tannenberg handelt es sich um den kleinen steilen Weg östlich der Sankt-Johannis-Kirche vom Johanniskirchhof zum Knochenhauerufer. Der Name des Wegs ging auf das hier befindliche Haus „Zur Tanne“ (Knochenhauerufer Nr. 78) zurück. Dieses Haus trug den Namen zumindest seit 1454. Der Weg selbst wurde zunächst meist ohne Namen geführt. Erst ab 1718 findet sich der Name in den städtischen Unterlagen. Um 1798 war er jedoch gebräuchlich. Nach den schweren Zerstörungen des Zweiten Weltkrieges wurde die Bebauung des Weges nicht wieder aufgebaut. Der Weg selbst wurde in die neu entstehende Parkanlage integriert. Der Name wurde jedoch aufgegeben.
Tannenbergplatz; Stadtteil Altstadt; PLZ 39104
Später: Theaterplatz
Die Benennung des vor dem Stadttheater Magdeburg an der Otto-von-Guericke-Straße gelegenen Platzes sollte an die für die deutsche Seite siegreiche sogenannte Schlacht bei Tannenberg während des Ersten Weltkrieges erinnern. Nach dem Ende des Zweiten Weltkrieges wurde der Platz umbenannt. Später wurde der Platz überbaut.
Tannenweg; Stadtteil Hopfengarten; PLZ 39120
Die Straße wurde nach der Gattung Tannen der Nadelbäume benannt.
Tarthuner Weg; Stadtteil Westerhüsen; PLZ 39122
Die Straße wurde nach dem östlich von Egeln gelegenen Ort Tarthun benannt.
Täschnerstraße; Stadtteil Nordwest; PLZ 39128
Heute: Frans-Hals-Weg
 ?
Tassostraße; Stadtteil Ottersleben; PLZ 39116
Diese Straße wurde nach dem Schauspiel von Johann Wolfgang von Goethe Torquato Tasso benannt.
Taubenweg; Stadtteil Cracau; PLZ 39114
Benannt nach der Vogelfamilie der Tauben.
Tauentzienstraße; Stadtteil Altstadt; PLZ 39104
Heute: Liebigstraße
Die Benennung der Straße erinnerte an den preußischen General Bogislav Friedrich Emanuel von Tauentzien (1760–1824).
1. Teich-Privatweg; Stadtteil Berliner Chaussee; PLZ 39114
 ?
2. Teich-Privatweg; Stadtteil Berliner Chaussee; PLZ 39114
 ?
Teichstraße; Stadtteil Lemsdorf; PLZ 39118
 ?
Teichstraße; Stadtteil Ottersleben; PLZ 39116
Heute: Am Dorfteich
Die 1811 entstandene und 1850 gepflasterte Straße wurde nach dem in der Nähe gelegenen Dorfteich des Dorfes Groß-Ottersleben benannt.
Telemannstraße; Stadtteil Alte Neustadt; PLZ 39106
Vormals:
- Steubenstraße
- Eifelstraße (bis 1967)

Anlässlich des 200. Todestages des Magdeburger Komponisten Georg Philipp Telemann erhielt die Straße während der 1967 durchgeführten 3. Telemann-Festtage dessen Namen.
Teplitzer Straße; Stadtteil Stadtfeld West; PLZ 39110
Heute: Kleiberweg
Diese Straße wurde 1938 nach der nordböhmischen, heute zu Tschechien gehörenden Stadt Teplitz benannt. In der Zeit der DDR wurde sie umbenannt. Namen von Orten, aus denen die deutsche Bevölkerung nach dem Zweiten Weltkrieg vertrieben worden war oder die nicht mehr zu Deutschland gehörten, sollten nicht mehr erscheinen.
Tessenowstraße; Stadtteil Herrenkrug; PLZ 39114
Benannt nach dem Architekten Heinrich Tessenow.
Institutionen, Bauwerke, Denkmäler:
- Haus-Nr. 1 - 15, Ehemalige Kaserne, erbaut von 1937 bis 1939 durch Heinrich Tessenow.

Thälmannstraße; Stadtteil Cracau; PLZ 39114
Vormals:
- Buttersteig
- Otto-Braun-Straße (ab 1928)
- Litzmannstraße

Heute:
- Cracauer Straße

Die Straße war in der DDR nach dem KPD-Politiker Ernst Thälmann benannt.
Thauberg; Stadtteil Ottersleben; PLZ 39116
 ?
Theaterplatz; Stadtteil Altstadt; PLZ 39104
Vormals: Tannenbergplatz
Dieser Platz lag zwischen dem Stadttheater und der Otto-von-Guericke-Straße. Im Zuge des sich nicht an die historisch gewachsene Stadtstruktur haltenden Wiederaufbaus der Stadt, nach den Zerstörungen des Zweiten Weltkrieges, wurde dieser Platz überbaut und besteht heute nicht mehr. In der Zeit der DDR wurde die Ruine des Theaters abgerissen. An dieser Stelle entstand eine weiträumige Grünfläche. Nach der Wende von 1989 wurde das Gebiet dann neu bebaut. Der Platz befand sich in etwa auf Höhe des heutigen Maritim-Hotels auf der westlichen Straßenseite. Nach dem Stadttheater benannt wurde der Platz erst nach Ende des Zweiten Weltkrieges und somit zu einem Zeitpunkt, als das Theater schon zerstört war.
Theaterstraße; Stadtteil Altstadt; PLZ 39104
Vormals: Neue Theaterstraße
Diese Straße verlief auf der Westseite des Stadttheaters zwischen Hasselbachstraße und Viktoriastraße. Im Zuge des sich nicht an die historisch gewachsene Stadtstruktur haltenden Wiederaufbaus der Stadt, nach den Zerstörungen des Zweiten Weltkrieges wurde diese Straße überbaut und besteht heute nicht mehr. In der Zeit der DDR wurde die Ruine des Theaters abgerissen. An dieser Stelle entstand eine weiträumige Grünfläche. Nach der Wende von 1989 wurde das Gebiet dann neu bebaut.
Theaterstraße; Stadtteil Werder; PLZ 39114
Heute: Lingnerstraße
Der Name der Straße ging auf das hier ursprünglich befindliche Viktoriatheater zurück, welches jedoch bereits 1930 abgerissen wurde.
Theodor-Fritsch-Straße; Stadtteil Stadtfeld West; PLZ 39110
Heute: Schwantesstraße
Die Straße war im Jahr 1938 nach dem 1933 verstorbenen antisemitischen Publizisten Theodor Fritsch benannt worden.
Theodor-Kozlowski-Straße; Stadtteile Alte Neustadt und Industriehafen; PLZ 39106 und 39126
Diese Straße wurde nach dem Elb-Strombaudirektor Paul Jakob Theodor Kozlowski benannt.
Thieberg; Stadtteil Salbke; PLZ 39122
 ?
Thiemstraße; Stadtteil Buckau; PLZ 39104
Diese Straße wurde nach dem Buckauer Bürgermeister Bruno Thiem (1823–1913) benannt.
Thietmarstraße; Stadtteil Neustädter Feld; PLZ 39128
Vormals: Hugo-Launicke-Straße
Die Benennung der Straße erinnert an den Theologen und Chronisten Thietmar von Merseburg (975–1018).
Thillstraße; Stadtteil Nordwest; PLZ 39128
Heute: Blechenweg
 ?
Thomas-Mann-Straße; Stadtteile Cracau und Prester; PLZ 39114
Vormals: General-Kesselring-Straße
Benannt nach dem Schriftsteller Thomas Mann.
Thomas-Müntzer-Straße; Stadtteil Sudenburg; PLZ 39116
Benannt nach dem Bauernführer Thomas Müntzer.
Thorner Straße; Stadtteil Brückfeld; PLZ 39114
Heute: ?
Diese Straße war nach der heute zu Polen gehörenden an der Weichsel gelegenen Großstadt Thorn benannt. In der Zeit der DDR wurde sie umbenannt. Namen von Orten, aus denen die deutsche Bevölkerung nach dem Zweiten Weltkrieg vertrieben worden war oder die nicht mehr zu Deutschland gehörten, sollten nicht mehr erscheinen.
Thüringer Straße; Stadtteile Westerhüsen und Salbke; PLZ 39122
Diese Straße ist nach dem deutschen Bundesland Thüringen benannt.
Till-Eulenspiegel-Ring; Stadtteil Hopfengarten; PLZ 39120
Benannt nach dem historischen Volksschelm Till Eulenspiegel. Die Benennung wurde am 14. November 2002 vom Stadtrat beschlossen. Zugleich wurden die benachbarten Straßen (Fritze-Bollmann-Straße und Rolf-Herricht-Straße) benannt. Bei diesen Personen spielen jeweils Witz und Humor eine wesentliche Rolle.
Tischbeinweg; Stadtteil Nordwest; PLZ 39128
 ?
Tischlerbrücke; Stadtteil Altstadt; PLZ 39104
Vormals: Goldschmiedebrücke (bis 1755) (deren nördlicher Teil)
Diese Straße verlief parallel zum Breiten Weg, etwa im Bereich des westlichen Teils des heutigen Einkaufszentrum Alleecenter. Zunächst gehörte die Straße mit zur südlich gelegenen Goldschmiedebrücke. Im nördlichen Teil der Straße siedelten sich jedoch viele Tischler an. Ab 1755 kam es zur Unterscheidung zwischen Tischler- und Goldschmiedebrücke. Im Zuge des sich nicht an die gewachsene Stadtstruktur haltenden Wiederaufbaus der Stadt nach den schweren Zerstörungen des Zweiten Weltkrieges wurde die Straße überbaut und besteht heute daher nicht mehr. In der Zeit der DDR entstand an der Stelle eine zentrale Grünfläche. Nach der Wende von 1989 wurde hier ein großes Einkaufszentrum errichtet.
Tischlerdurchgang; Stadtteil Altstadt; PLZ 39104
Der Tischlerdurchgang war eine kleine Gasse, die von der Peterstraße nach Norden zur Tischlerkrugstraße führte. Im Zuge des sich nicht an die gewachsene Stadtstruktur haltenden Wiederaufbaus der Stadt nach den schweren Zerstörungen des Zweiten Weltkrieges wurde die Straße überbaut und besteht heute daher nicht mehr. In der Zeit der DDR entstand an der Stelle ein Plattenbau.
Tischlergasse; Stadtteil Alt Olvenstedt; PLZ 39130
 ?
Tischlerkrugstraße; Stadtteil Altstadt; PLZ 39104
Vormals: Kleine Petersstraße (zumindest von 1552 bis um 1807, zeitweise paralleler Gebrauch)
Diese Straße verlief zwischen Grünearmstraße und Jakobstraße in Ost-West-Richtung, etwas nördlich des heutigen Weststücks der Peterstraße. Der Name der Straße ging auf das Haus Nr. 6 und 7, den Tischlerkrug, zurück. Im Zuge des sich nicht an die gewachsene Stadtstruktur haltenden Wiederaufbaus der Stadt nach den schweren Zerstörungen des Zweiten Weltkrieges wurde die Straße überbaut und besteht heute daher nicht mehr. In der Zeit der DDR entstanden an der Stelle drei Plattenbauten.
Tismarstraße; Stadtteil Stadtfeld Ost; PLZ 39108
Die 1899 auf vorher unbebauten Gelände entstandene Straße wurde nach der im Armenwesen engagierten Maria Catharina Tismar benannt.
Bekannte Personen, die hier lebten:
- Jutta Balk; Malerin, Puppengestalterin und Mitbegründerin des Magdeburger Puppentheaters, wohnte zumindest 1950 in der Nr. 11

Toepfferspark; Stadtteil Stadtfeld Ost; PLZ 39108
Der Name der Straße geht auf ein vom Magdeburger Industriellen Richard Toepffer ehemals hinter seinem Wohnhaus angelegten Park, den Toepffers Park, zurück. Die später an der Stelle des Parks entstandene Straße erhielt so ihre Bezeichnung.
Togoweg; Stadtteil Neustädter Feld; PLZ 39128
Heute: Barbyer Weg (ab 1946)
Die Benennung der Straße sollte an die ehemalige deutsche Kolonie Togo erinnern. 1946 wurde sie umbenannt. Die Benennung nach Kolonien erschien nicht mehr zeitgemäß.
Torgauer Straße; Stadtteil Brückfeld; PLZ 39114
Vormals: Graudenzer Straße
Diese Straße wurde nach der in Sachsen gelegenen Stadt Torgau benannt.
Torplatz; Stadtteil Diesdorf; PLZ 39110
Dieser Platz befindet sich am Ortsausgang Diesdorfs in Richtung Niederndodeleben.
Torweg; Stadtteil Neu Olvenstedt; PLZ 39130
 ?
Tränkeweg; Stadtteil Randau-Calenberge; PLZ 39114
 ?
Tränsberg; Stadtteil Altstadt; PLZ 39104
Vormals:
- Thronersberg
- In den Beckenschlägern zumindest ab 1523 bis Ende des 18. Jahrhunderts (westlicher Teil zwischen Grünearmstraße und Jakobstraße)
- Trönsberg auch Trönenberg um 1631
- Pferdemarkt um 1632 (westlicher Teil zwischen Grüne Arm Straße und Jakobstraße)
- Tröhensberg um 1651
- Auf der Höhe ab 1238 (für den Platz zwischen Tränsberg, Grünearmstraße und Wallstraße)
- Trönsberg bis in das 19. Jahrhundert hinein,

Die älteste bekannte Namensform lautet Thronersberg. Es wird daher spekuliert der Name könnte auf den Eigentümer der kleinen Erhebung verweisen, als eigentlich „Throners Berg“ lauten. Eine Familie Throner lässt sich jedoch nicht nachweisen. Da der Ursprung unbekannt war, gab es schon im 17. Jahrhundert viele verschiedene Formen der Benennung. Der heutige Name Tränsberg kommt erstmals im 17. Jahrhundert vor, ursprünglich jedoch wohl nur für den westlichen höher gelegenen Teil der Straße. Der östliche Teil war ursprünglich ohne Namen und wurde nur mit Umschreibungen benannt wie „Hinter dem blauen Löwen“ und „Bei der Hohen Pforte“ benannt.
Trappenweg; Stadtteil Stadtfeld West; PLZ 39110
Vormals: Troppauer Straße
Diese Straße wurde nach der zu den Vögeln gehörenden Familie der Trappen benannt.
Bekannte Personen, die hier lebten:
- Artur Wypochowicz; Magdeburger SED-Kommunalpolitiker und Gegner des Nationalsozialismus, wohnte zumindest 1950 in der damaligen Troppauer Straße Nr. 21.
- Marie Arning; ehemalige SPD-Reichstagsabgeordnete und Gegnerin des Nationalsozialismus, wohnte zumindest 1950 in der damaligen Troppauer Straße Nr. 44.

Trautenauer Straße; Stadtteil Hopfengarten; PLZ 39120
Heute: Marderweg (ab 1950)
Diese Straße war nach der heute zu Tschechien gehörenden Stadt Trautenau benannt. 1950 wurde sie umbenannt. Namen von Orten, aus denen die deutsche Bevölkerung nach dem Zweiten Weltkrieg vertrieben worden war oder die nicht mehr zu Deutschland gehörten, sollten nicht mehr erscheinen.
Treseburger Straße; Stadtteil Lemsdorf; PLZ 39118
Diese Straße wurde nach dem südwestlich von Thale im Harz gelegenen Dorf Treseburg benannt.
Institutionen, Bauwerke, Denkmäler:
- Ehemalige Gagfah-Siedlung, Siedlung mit 314 Volkswohnungen, erbaut 1938 durch die GAGFAH.

Triftweg; Stadtteil Cracau; PLZ 39114
 ?
Institutionen, Bauwerke, Denkmäler:
- Haus-Nr. 4, Wohnhaus, in der Mitte des 19. Jahrhunderts nach den Rayonbestimmungen errichtetes Fachwerkhaus erbaut.

Trommelsberg; Stadtteil Altstadt; PLZ 39104
Vormals:
- Auf der Zinne
- Tittenklappe und Zitzenklapp (zumindest bereits um 1552 bis um 1700)

Diese kleine Straße verlief in West-Ost-Richtung zwischen Kleiner Junkerstraße und Johannisfahrtstraße. Im Zuge des sich nicht an die gewachsene Stadtstruktur haltenden Wiederaufbaus der Stadt nach den schweren Zerstörungen des Zweiten Weltkrieges, wurde die Straße überbaut und besteht heute daher nicht mehr. In der Zeit der DDR entstand an dieser Stelle die Zuwegung zur Neuen Strombrücke.
Die Herkunft des seit 1700 gebräuchlichen Namens ist unbekannt. Städtische Trommler wohnten hier nicht zusammen. Es wird vermutet, dass der Name ein künstliches Gegenstück zu der in der Nähe befindlichen Benennung Pfeifersberg war.
Troppauer Straße; Stadtteil Stadtfeld West; PLZ 39110
Heute: Trappenweg
Die Straße war nach der heute zu Tschechien gehörenden schlesischen Stadt Troppau benannt. In der Zeit der DDR wurde sie umbenannt. Namen von Orten, aus denen die deutsche Bevölkerung nach dem Zweiten Weltkrieg vertrieben worden war oder die nicht mehr zu Deutschland gehörten, sollten nicht mehr erscheinen.
Tucheimer Straße; Stadtteil Gewerbegebiet Nord; PLZ 39126
Diese Straße wurde nach dem südlich von Genthin gelegenen Ort Tucheim benannt.
Tuchmacherweg; Stadtteil Brückfeld; PLZ 39114
Vormals: Kanonierstraße
Heute: ?
 ?
Tucholskystraße; Stadtteil Sudenburg; PLZ 39116
Vormals: Hermann-Göring-Straße
Benannt nach dem Schriftsteller Kurt Tucholsky.
Tulpengrund; Stadtteil Neu Olvenstedt; PLZ 39130
Die Benennung der Straße geht auf die Pflanzengattung der Tulpen zurück.
Tulpenweg; Stadtteil Reform; PLZ 39118
Die Benennung der Straße geht auf die Pflanzengattung der Tulpen zurück.
Turmschanzenstraße; Stadtteil Brückfeld; PLZ 39114
Benannt nach dem von 1718 bis 1721 erneuerten und hier gelegenen Festungswerk „Turmschanze“.
Institutionen, Bauwerke, Denkmäler:
- Kultusministerium
- Ministerium für Bau und Verkehr
- Ministerium für Gesundheit und Soziales

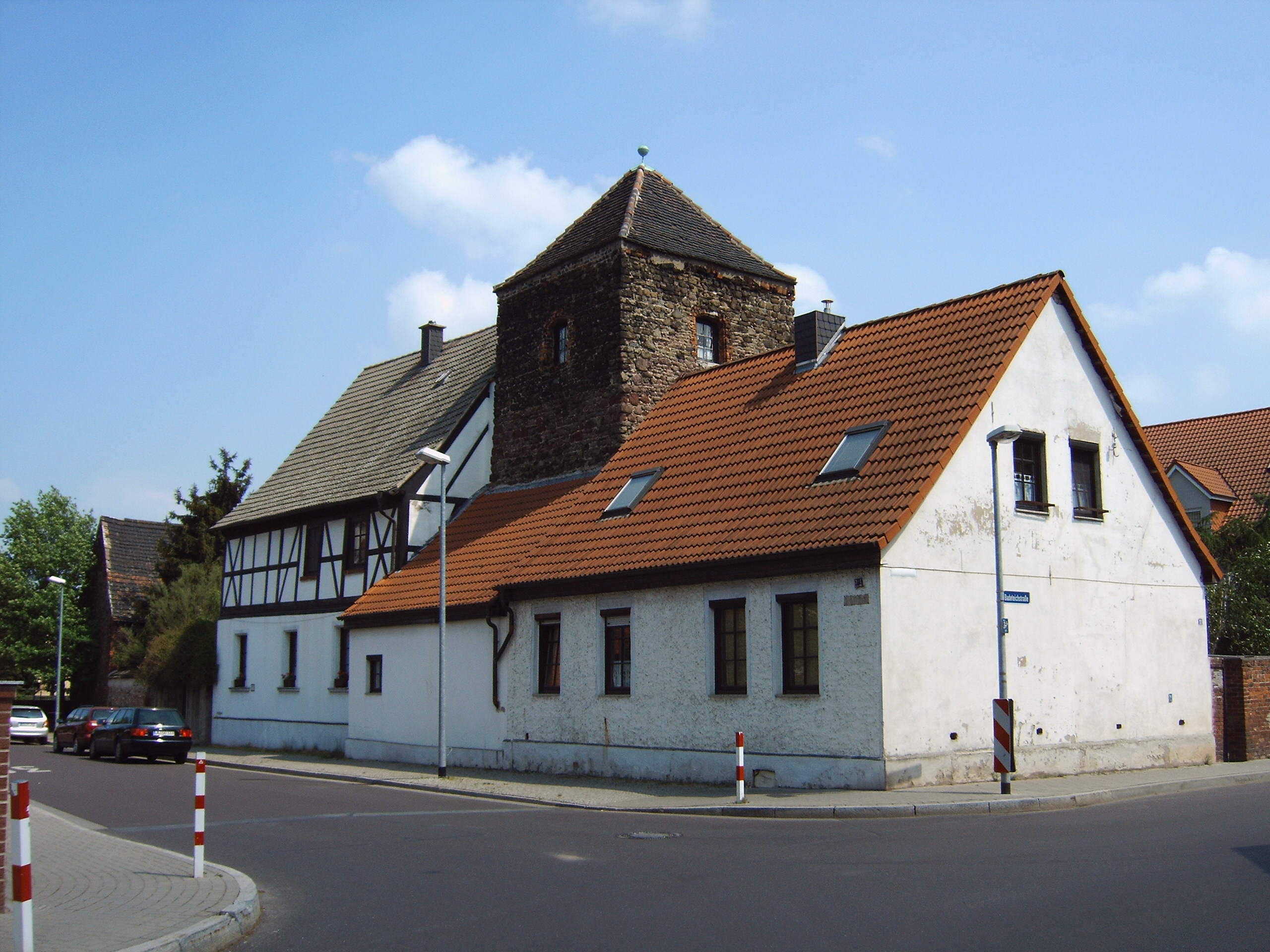
Turmhaus Rothensee

Turmstraße; Stadtteil Rothensee; PLZ 39126
Der Name der Straße geht auf das hier befindliche in Teilen aus dem 13. Jahrhundert stammende Turmhaus Rothensee zurück.
Institutionen, Bauwerke, Denkmäler:
- Haus-Nr. 1 - 2, Turmhaus Rothensee, erbaut ab dem 13. Jahrhundert.
- Reformationskirche, evangelische Kirche, erbaut 1909.